# Eduard Dallmann

Eduard Dallmann, Oktober 1896

Eduard Dallmann (* 11. März 1830 in Flethe; † 23. Dezember 1896 in Blumenthal) war ein deutscher Walfänger, Entdecker und Polarforscher. Mit seinen Reisen trug er maßgeblich zur Kenntnis der Antarktis bei.

## Leben
Eduard Dallmanns Vater Eduard Dallmann senior (1786–1877) war Offizier der hannoverschen Ulanen und hatte nach seinem Abschied ein Gut in Schwanewede gekauft. Er heiratete Lucia Deetjen (1799–1837) aus Vegesack, die einer Seefahrerfamilie entstammte. Er verkaufte das Gut bald wieder und zog in das Kahnschifferdorf Flethe an der Unterweser, wo er als Boniteur (Gutachter) für das Amt Blumenthal Beschäftigung fand.
Mit 15 Jahren heuerte Eduard Dallmann als Schiffsjunge an. Am 10. August 1850 trat Dallmann seinen Dienst in Bremerhaven als 2. Steuermann auf dem Vollschiff Otaheite für eine knapp vierjährige Walfangreise an. Mit 36 Jahren fuhr er bereits als Kapitän und betrat als erster Europäer die Wrangel-Insel in der Arktis.
Als die Walbestände in den nördlichen Meeren zurückgingen, erhielt Dallmann von der Deutschen Polar-Schifffahrtsgesellschaft den Auftrag, mit dem 1872 von der Wencke-Werft in Geestemünde gebauten Auxiliarsegler Groenland die antarktischen Wal- und Robbenbestände zu untersuchen. Die Groenland war das erste mit maschinellem Zusatzantrieb versehene Schiff, das bis kurz vor die Polarregion vordrang (1873/74). Der kommerzielle Erfolg der Walfangexpedition war gering und deckte gerade die entstandenen Kosten, die Entdeckungen dagegen waren bedeutend. Bei der Verfolgung einiger Wale entdeckte der herausragende Navigator unter anderem die Bismarck-Straße (engl. Bismarck Strait), den Neumayer-Kanal und die Kaiser-Wilhelm-Insel.
Von 1877 bis 1884 beteiligte sich Eduard Dallmann an den umfangreichen Bemühungen zur weiteren wirtschaftlichen Erschließung Sibiriens, die zu dieser Zeit unternommen wurden. So versuchte er mehrfach Waren aus Europa zu den Mündungen der sibirischen Flüsse Ob und Jenissei zu bringen, um dort Getreideladungen und andere sibirische Produkte aufzunehmen, die mit Lastkähnen zuvor an diese Stellen transportiert worden waren. Durch die Eisbedingungen in der Karasee waren von sieben Versuchen Dallmanns nur vier erfolgreich, so dass der Finanzier der Unternehmungen, der Bremer Großkaufmann Ludwig Knoop beschloss, die Handelsfahrten nach Sibirien einzustellen.

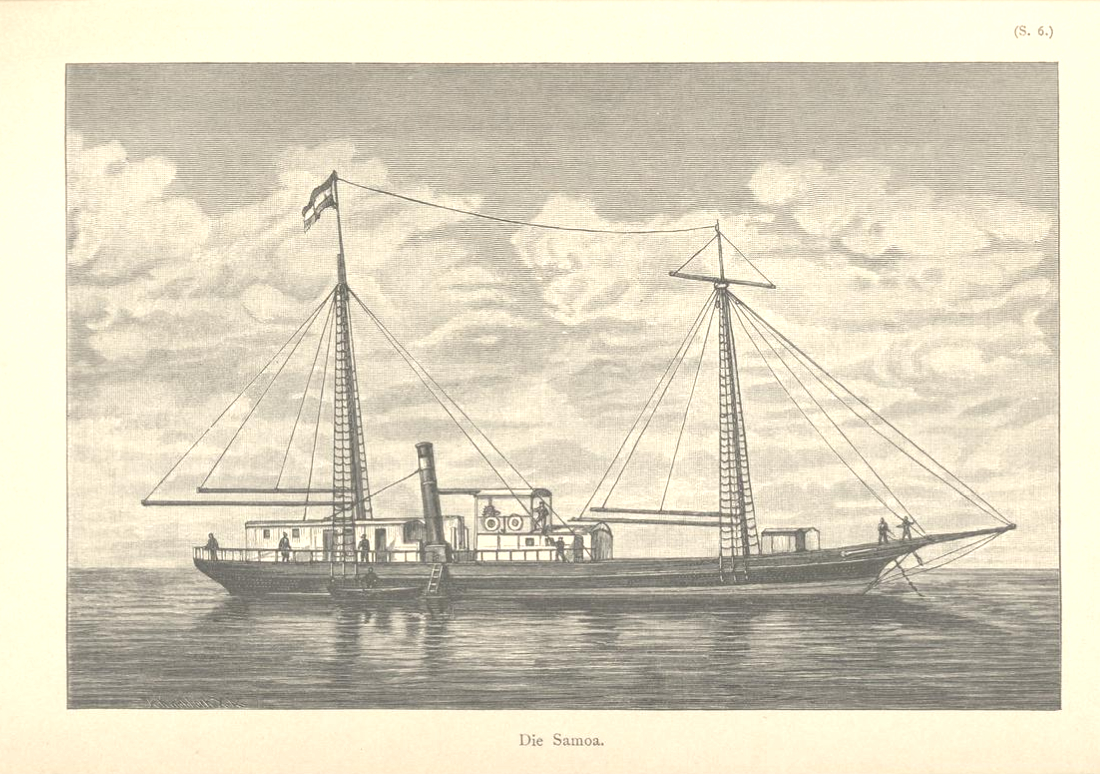
Dampfer Samoa, erbaut 1883, gezeichnet von Otto Finsch

1884 war Dallmann auf dem Dampfschiff Samoa der seemännische Leiter der Finsch-Expedition an die Nordküste von Neuguinea. Am 27. November 1884 wurde in Anwesenheit von Otto Finsch und Kapitän Eduard Dallmann auf der so genannten „Flaggenhalbinsel“ im Finschhafen die deutsche Flagge gehisst. Finsch machte 1884 und 1885 mit Eduard Dallmann fünf Reisen. Sie entdeckten auf der Insel Neuguinea den Friedrich-Wilhelmshafen, den Prinz-Heinrich-Hafen sowie den Adolf- und Finschhafen und den Kaiserin-Augusta-Fluss.
Von 1887 bis 1893 erforschte Dallmann im Dienste der Neuguinea-Kompagnie die Nordostküste Neuguineas. Zahlreiche Inselgruppen und Meerengen wurden von ihm benannt.

## Familie

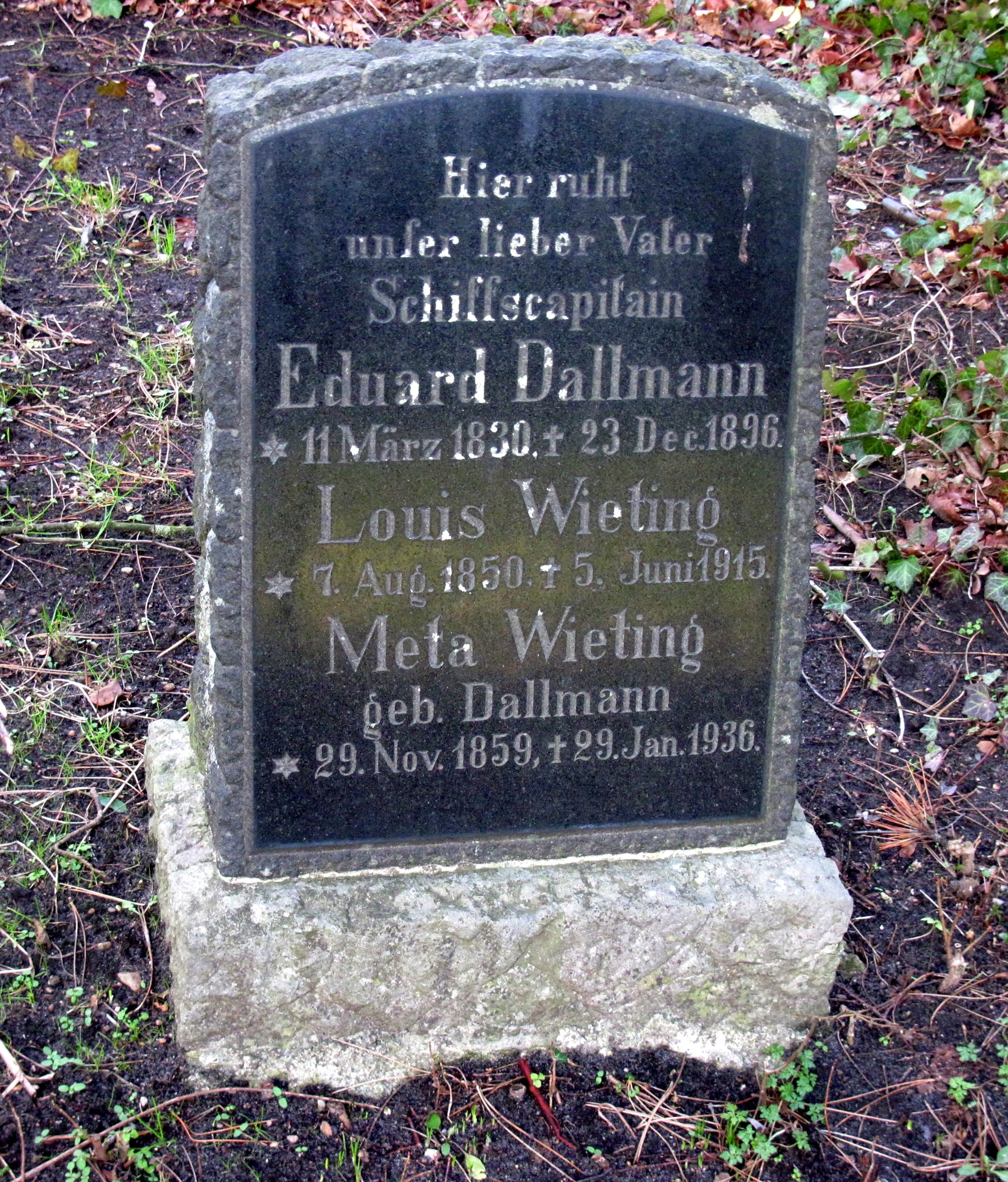
Grabstein auf dem Friedhof der Ev.-ref. Kirchengemeinde in Bremen-Blumenthal

Dallmann war verheiratet mit Metta von Harten, die 1832 ebenfalls in Flethe geboren wurde und 1882 in Hildesheim verstarb. Seine Schwester Adelheid Juliane Dallmann war seit dem 14. Oktober 1849 mit dem Kapitän Louis Wieting (1819–1883) verheiratet.
Dallmanns Tochter Meta (1859–1936) heiratete den gleichnamigen Sohn der beiden, ihren Cousin Louis Wieting (1850–1915) aus Bremen-Rönnebeck, der ebenfalls ein bekannter Schiffskapitän wurde. In ihrem Haus in der Langestraße (heute Haus Kapitän Dallmann, Kapitän-Dallmann-Straße 84) starb Dallmann 1896. Beerdigt wurde er auf dem evangelisch-reformierten Friedhof in Blumenthal. Das Grab existiert nicht mehr, jedoch konnte der Grabstein erhalten werden. Nachdem er einige Jahre am alten Kirchturm stand und dort an den Kapitän erinnerte, wurde er 2015 im Rahmen eines Projektes zu den historischen Gräbern des Friedhofs an der Stelle neu aufgestellt, an der sich das Grab befunden hatte. Auf einer Infotafel am Rande des Friedhofs ist diese Stelle angegeben. Dallmanns 1864 geborener Sohn Eduard Dallmann wanderte in die USA aus und ist 1896 in New York bezeugt.

## Entdeckungen
Unter anderem entdeckte und benannte Dallmann folgende geographischen Objekte:
- Booth-Insel
- Friedburginsel
- Gossler-Insel
- Krogmanninsel
- Melchior-Inseln
- Neumayer-Kanal
- Petermann-Insel
- Rosenthalinseln
- Wilhelm-Archipel

## Ehrungen
- In der Antarktis tragen die Dallmannberge, die Dallmannbucht der Brabant-Insel, der Dallmann-Nunatak und der Dallmann Seamount seinen Namen.[5]
- Das vom Alfred-Wegener-Institut für Polar- und Meeresforschung auf King George Island betriebene Dallmann-Labor erinnert an den Pionier und Entdecker.
- In Bremen-Blumenthal wurden nach ihm die Kapitän-Dallmann-Straße und ein Brunnen am Alten Markt benannt.
- Ebenso erinnert der Dallmanhafen in Neuguinea an ihn.